# Едролистна липа
Едролистната липа (Tilia platyphyllos) е дърво, високо до 30 – 40 m. Младите клонки са червени и овласени, листата са до 17 – 18 cm, отгоре тъмнозелени, от долната страна светлозелени с бели власинки в ъглите между жилките. Цветовете са светложълти, ароматни, събрани в увиснали съцветия по 3 – 4. Цъфти през първата половина на юни и е отлично медоносно растение. Отварата от цветовете ѝ е високоценена като чай и лечебно средство. Плодовете са сферични орехчета – твърди, овласени и с ясно изразени ребра. Разпространена е в долния и средния планински пояс между 500 и 1500 м надморска височина.
- Цвят
- Листа и плодове
- Ствол на вековна липа